# Dung dịch khoan
Trong ngành địa kỹ thuật và địa chất dầu khí, dung dịch khoan là một chất lưu được sử dụng để khoan các hố khoan trong lòng đất. Các dung dịch này thường được sử dụng trong khi khoan các giếng dầu và khí thiên nhiên trên các giàn khoan dầu, chúng cũng được dùng cho các hố khoan đơn giản hơn như giếng nước. Có 3 nhóm dung dịch khoan chính gồm: dung dịch khoan gốc nước, gốc dầu và gốc khí, trong đó có nhiều loại khí có thể sử dụng được.
Các chức năng chính của dung dịch khoan là tạo áp lực thủy tĩnh để chống lại áp lực chất lưu từ tầng đất đá tràn vào giếng khoan, giữ cho choòng khoan mát và sạch trong khi khoan, mang mùn khoan ra khỏi hố khoan và tránh kẹt cần khoan do các vật liệu này gây ra. Dung dịch khoan còn được sử dụng trong các trường hợp đặc biệt (pha chế tạo ra các tỷ trọng khác nhau) để tránh làm sụp thành hố khoan và hạn chế ăn mòn dụng cụ khoan.

## Phân loại
Một số giếng khoan đòi hỏi phải sử dụng các loại dung dịch khác nhau ở những đoạn khác nhau trong hố khoan, hoặc một số loại được sử dụng kết hợp với các loại khác. Có nhiều loại dung dịch khác nhau được kiệt kê trong các nhóm sau:
- Khí: khí nén được bơm vào khoảng trống giữa cần khoan và thành hố khoan hoặc bơm vào bên trong cần khoan.
- Khí/nước: Cách bơm giống như trường hợp trên, nước được thêm vào để làm tăng độ nhớt, rửa hố khoan, làm lạnh nhanh hơn và khống chế bụi.
- Khí/polymer: pha chế theo một công thức hóa học đặc biệt, được thêm vào hỗn hợp nước và khí để tạo ra những tính chất đặc biệt. Chất sủi bọt là một ví dụ của polymer này.
- Nước: nước được bơm vào các hệ tầng khác nhau.
- Dung dịch gốc nước: (water-based mud): là một tổ hợp gốc nước và các chất hóa học khác kết hợp lại để tạo thành một hỗn hợp đồng nhất giống như sữa socola và mạch nha (tùy thuộc độ nhớt). Sét thường là các loại sét tự nhiên được hòa tan vào dung dịch trong khi khoan, hoặc các loại sét đặc biệt được xử lý và là chất độn cho tổ hợp dung dịch này.

## Chức năng
- Làm sạch đáy giếng khoan
- Chống kẹt cần khoan
- Kiểm soát áp suất thành hệ
- Chống thấm vào thành hệ
- Duy trì ổn định thành giếng
- Giảm thiểu phá hủy thành hệ
- Làm mát, bôi trơn cần khoan và choòng khoan
- Truyền năng lượng nước vào cần và choòng khoan
- Đảm bảo đủ để đánh giá thành hệ
- Kiểm soát ăn mòn (ở mức chấp nhận được)
- Chức năng trám và hoàn thiện giếng
- Giảm tác động môi trường